# Sermoneta
Sermoneta ist eine italienische Gemeinde in der zur Region Latium gehörenden Provinz Latina mit 9994 Einwohnern (Stand 31. Dezember 2023).

## Geographie

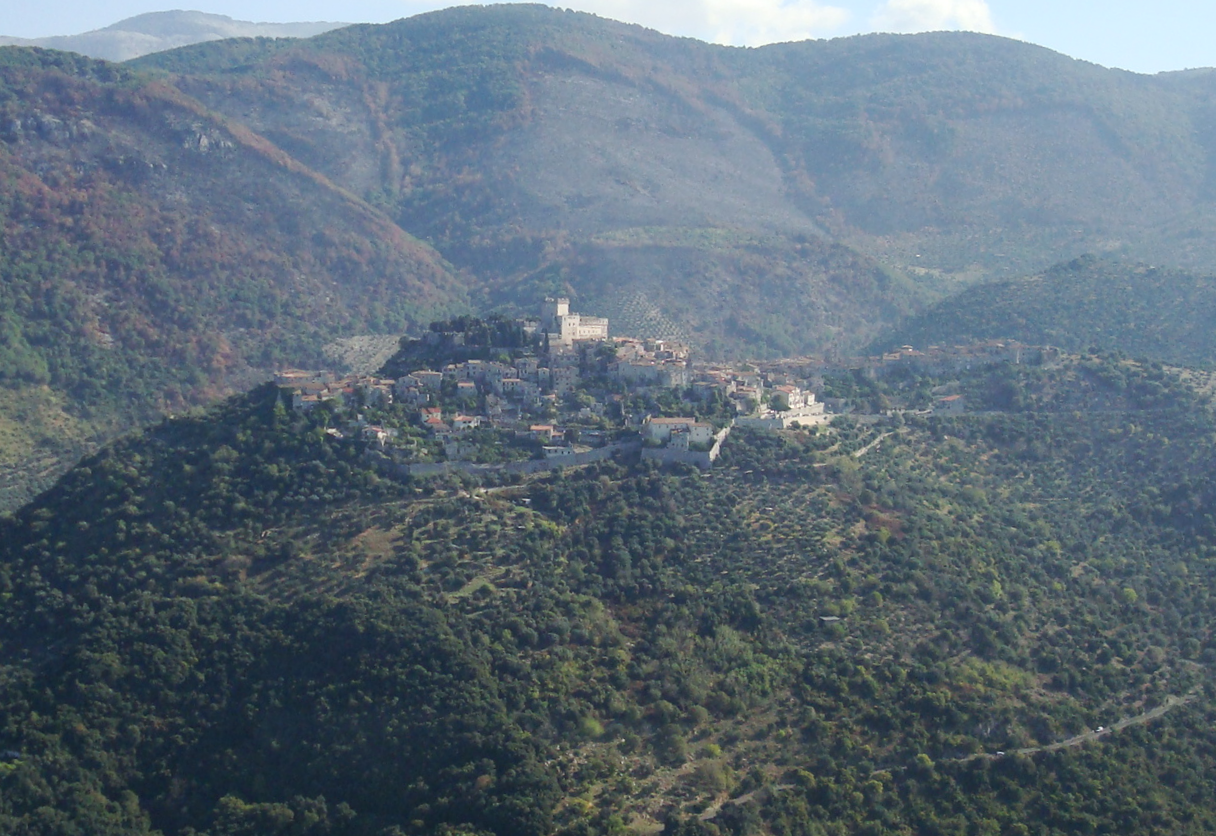
Luftbild von Sermoneta

Lage von Sermoneta in der Provinz Latina

Sermoneta liegt 70 km südöstlich von Rom und 17 km nordöstlich von Latina.
Der historische Ortskern befindet sich auf einem Ausläufer des steilen Südabhangs der Monti Lepini. Das Gemeindegebiet zieht sich bis an die Via Appia in der Pontinischen Ebene. In den Ortsteilen Carrara, Doganella, Monticchio, Pontenuovo, Sermoneta Scalo und Tufette, die in der Ebene liegen, leben heute die meisten Einwohner. Beim Ortsteil Tufette befindet sich ein großes Gewerbegebiet.
Das Gemeindegebiet erstreckt sich über eine Höhe von 5 bis 802 m s.l.m.
Sermoneta ist Mitglied der Comunità Montana Monti Lepini e Ausoni.
Die Gemeinde liegt in der Erdbebenzone 3 (wenig gefährdet).
Die Nachbargemeinden sind im Uhrzeigersinn Cisterna di Latina, Norma, Bassiano Sezze und Latina.

### Verkehr
- Die nächste Autobahnauffahrt befindet sich in Valmontone in 38 km Entfernung zur Autostrada del Sole A1.
- Die Haupterschließung von Norma aus erfolgt über die SP 17 Via Ninfana, die von der SS 7 Via Appia abzweigt.
- Der nächste Bahnhof ist Latina-Scalo an der Bahnstrecke Rom–Formia–Neapel. Er liegt direkt an der Gemeindegrenze beim Ortsteil Carrara in 8 km Entfernung vom Hauptort.
- Der Bahnhof wird auch von den Regionalbahnen FR7 Rom-Formia bedient.
- Busse der Gesellschaften COTRAL und Gioia verbinden Sermoneta mit dem Bahnhof und mit Latina.
- Der nächste Flughafen Rom-Fiumicino befindet sich in 86 km Entfernung.

## Geschichte
Vorgängerstadt von Sermoneta war vermutlich das antike Sulmo, das unter anderem von Vergil und Plinius erwähnt wurde.
Archäologische Untersuchungen lokalisieren es nördlich der Abtei Valvisciolo am Monte Carbolino, etwas unterhalb des heutigen Ortes. Es gibt jedoch auch die Meinung diese Fundstelle mit dem antiken Pometia zu identifizieren.
Das mittelalterliche Sermoneta, dessen Name sich von Sulmonetta (kleines Sulmo) herleiten soll, wird im 11. Jahrhundert erstmals erwähnt. Im 13. Jahrhundert ist die römische Familie der Annibaldi als Besitzer des Ortes belegt. 1297 kaufte Bonifatius VIII. den Annibaldi den Besitz für 140.000 Golddukaten ab. Seine Familie, die Caetani, errichtete hier das Zentrum ihrer Herrschaft im unteren Latium und baute die Burg zu ihrer Residenz aus. 1499 konfiszierte Alexander VI. Sermoneta und übergab den Besitz seiner Tochter Lucrezia. Nachdem Sermoneta nach dem Sturz der Borgia an die Caetani zurückgegeben worden war, blieben diese jedoch in Rom und behielten die Burg als kaum bewohnte Festung. Am 23. Oktober 1583 wurde Onorato IV. Caetani von Papst Gregor XIII. zum Herzog von Sermoneta ernannt. Die Hauptlinie der Familie starb im Jahre 1977 in weiblicher Erbfolge mit Lelia Caetani, 18. Herzogin von Sermoneta, 9. Fürstin von Teano, 2. Fürstin von Bassiano und 14. Marchesa von Cisterna, aus. Nach einem langen Niedergang führte erst die Trockenlegung der Pontinischen Sümpfe ab 1929 zu einem erneuten Aufschwung Sermonetas.

## Bevölkerungsentwicklung
| Jahr      | 1871 | 1881 | 1901 | 1921 | 1936 | 1951 | 1971 | 1991 | 2001 | 2011 |
| Einwohner | 993  | 857  | 1078 | 1510 | 3123 | 4374 | 5146 | 6587 | 6620 | 9156 |

Quelle: ISTAT

## Politik
Claudio Damiano wurde am 25. und 26. Mai 2014 zum Bürgermeister gewählt. Seine Bürgerliste Per continuare a crescere insieme stellt auch mit 8 von 12 Sitzen die Mehrheit im Gemeinderat. Er löste Giuseppina Giovannoli ab, die im Juni 2004 zur Bürgermeisterin gewählt und im Juni 2009 im Amt bestätigt wurde. Giovannoli, die nicht mehr kandidierte und Damiano bei der Wahl unterstützte, wurde zur Vizebürgermeisterin bestellt. Damiano bekleidete in der vorherigen Gemeinderegierung das Amt des Baudezernenten. Bei der Wahl vom 26. Mai 2019 wurde Giovannoli (Lista Civica: Ripartiamo) erneut gewählt und am 10. Juni bestätigt.

### Wappen
Auf einem in blau und gelb geteilten Schild ein silberner Adler. Die Farben blau und gelb, sowie der Adler leiten sich vom Familienwappen der lange den Ort beherrschenden Caetani her.

### Partnerstädte
- Arborea auf Sardinien
- Atalandi in Mittelgriechenland
- Saint-Antoine-l’Abbaye in der Region Auvergne-Rhône-Alpes

## Wirtschaft
Die gut erhaltene Altstadt von Sermoneta ist ein touristisches Ziel vor allem für Tagesausflügler aus den umliegenden Städten bis Rom. Die Gemeinde trägt die Bandiera Arancione, ein Qualitätssiegel im Bereich Tourismus und Umwelt des TCI.
Nach dem Zweiten Weltkrieg begann in der Pontinischen Ebene intensiver Obst- und Gemüseanbau. Im Industriegebiet beim Ortsteil Tufette siedelte sich vor allem pharmazeutische Industrie an. Durch die jüngste Finanzkrise sind allerdings die größten Unternehmen wie Corden Pharma und Bristol-Myers Squibb von der Schließung bedroht.

## Religion
Die katholische Kirche unterhält in Sermoneta vier Pfarreien, die zum Bistum Latina-Terracina-Sezze-Priverno gehören.
Vom 13. bis zum 16. Jahrhundert gab es in Sermoneta eine bedeutende jüdische Gemeinde, an die noch die säkularisierte Synagoge erinnert.

## Sehenswürdigkeiten

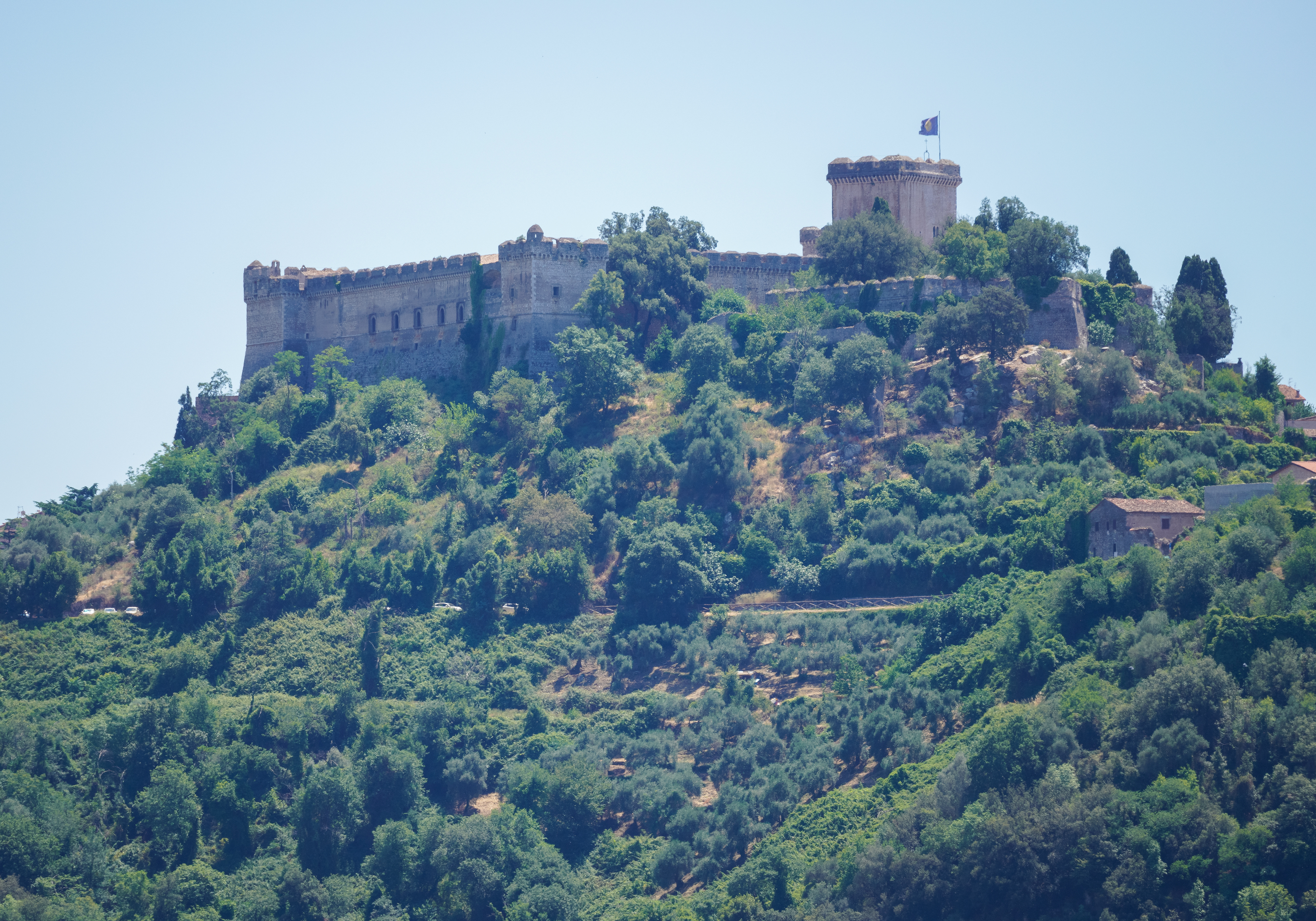
Castello Caetani
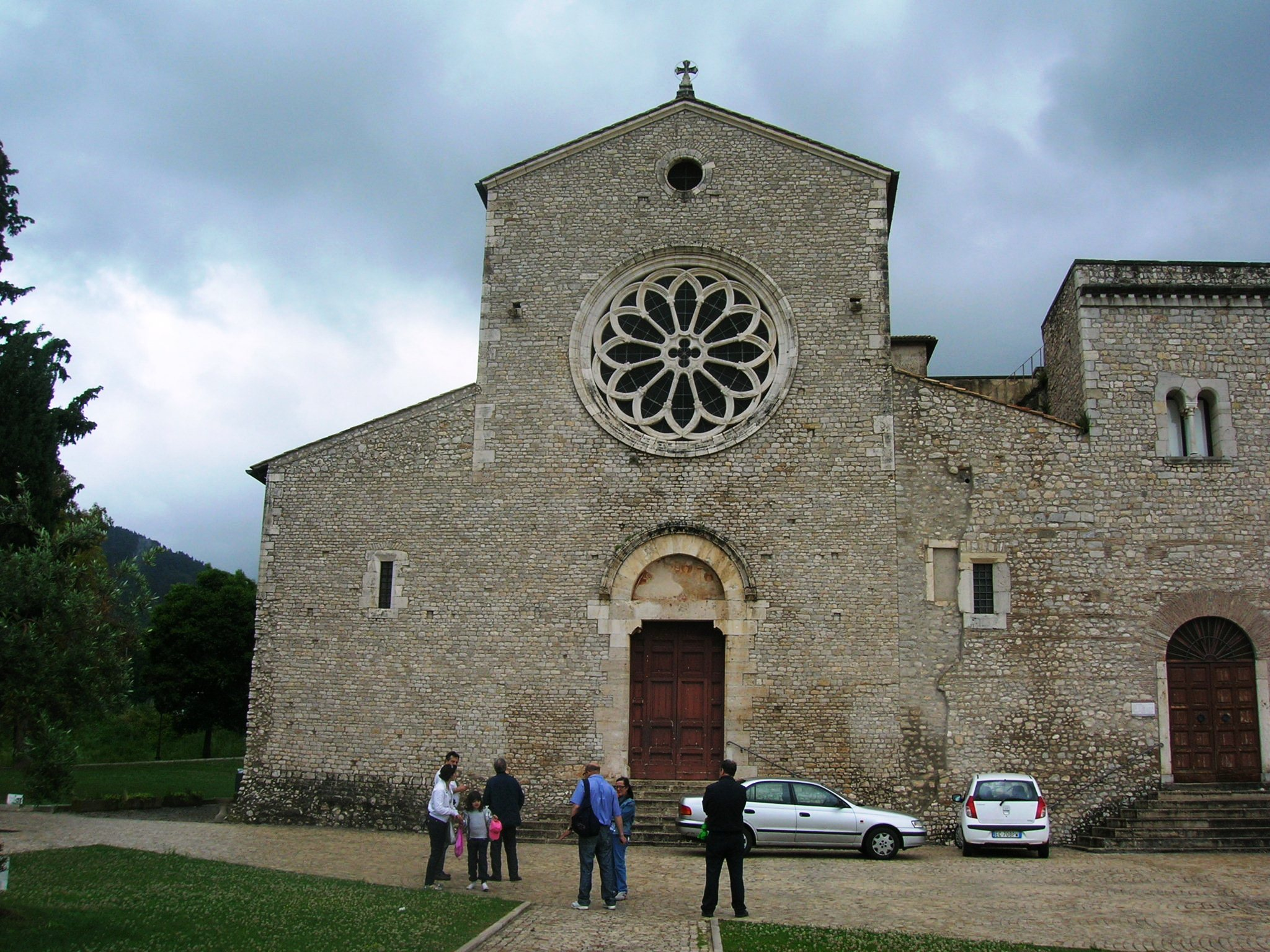
Abtei Valvisciolo
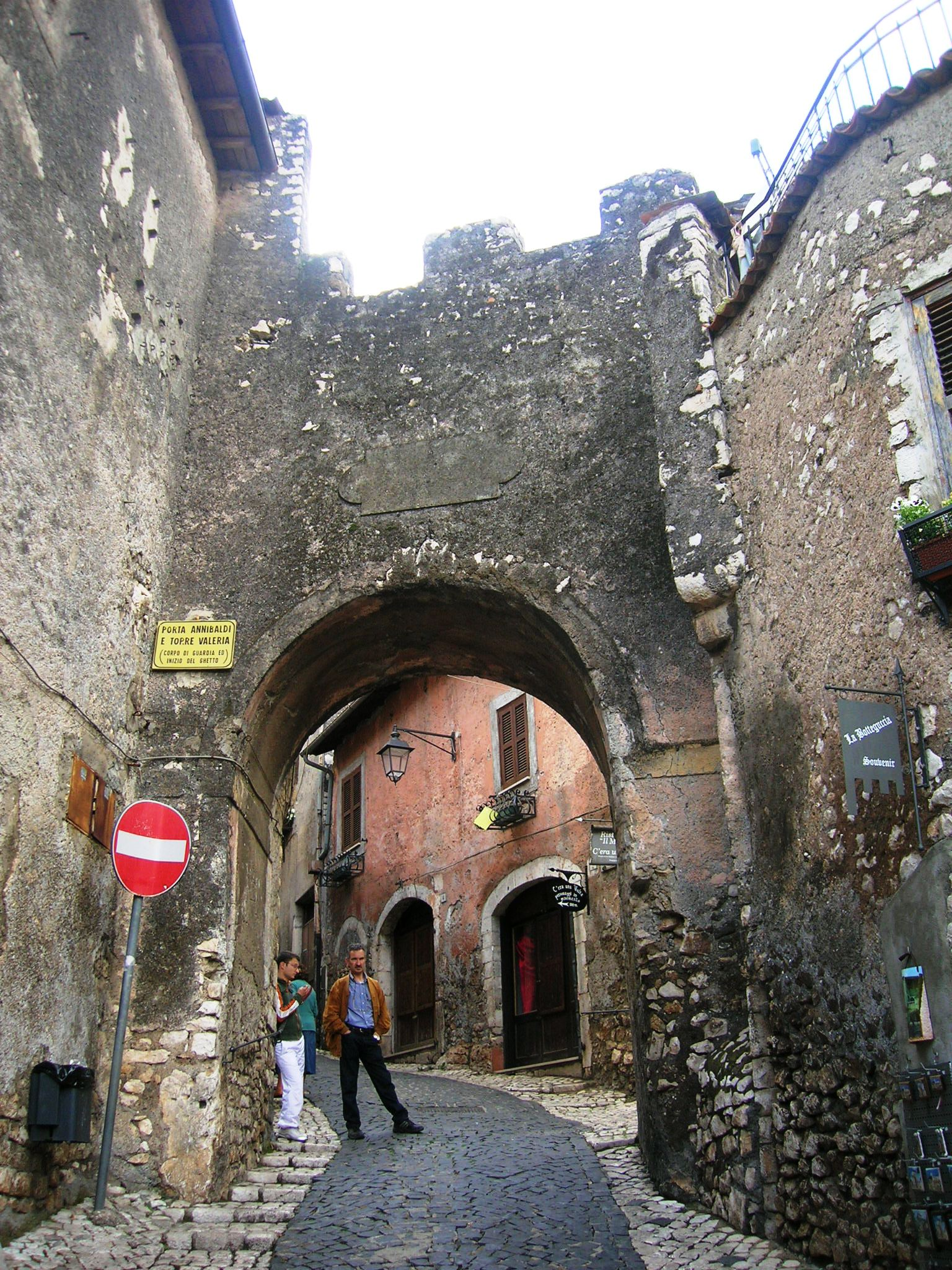
Porta Annibaldi
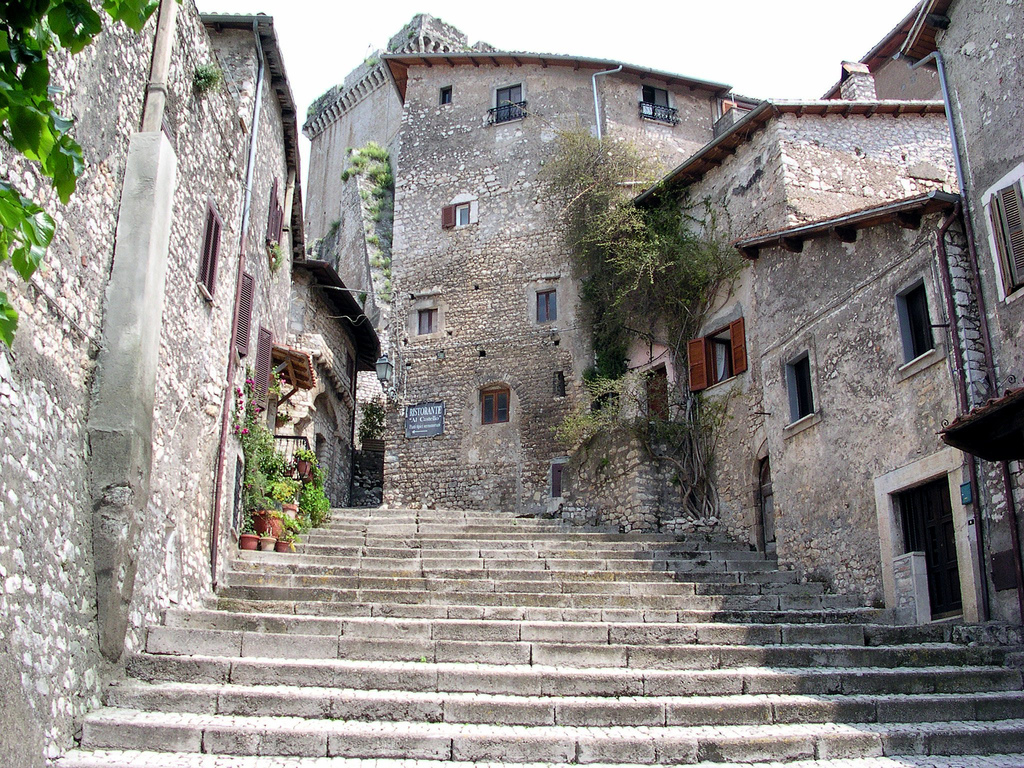
Im historischen Zentrum
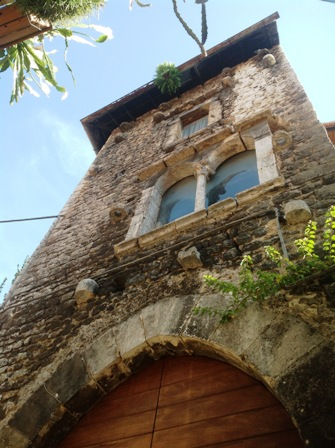
Ehemalige Synagoge

Sermoneta bewahrt einen mittelalterlichen Ortskern mit steilen Gassen, die zur Burg, dem Castello Caetani, führen.
- Die Pfarrkirche Santa Maria Assunta wurde im 13. Jahrhundert über einem Kybele-Tempel erbaut. Im Inneren hängt ein Tafelbild der Madonna mit Engeln von Benozzo Gozzoli.[13]
- Das Castello Caetani wurde von der Adelsfamilie der Annibaldi im 13. Jahrhundert gegründet und von den Caetani ausgebaut. Alexander VI. ließ die Burg von Antonio da Sangallo zur Festung erweitern; die Casa del Cardinale diente als Aufenthaltsort für Cesare Borgia, als dieser noch Kardinal war. Nach dem Sturz der Borgia wurde die Burg den Caetani zurückgegeben.[14] Sie befindet sich heute in Gemeindebesitz. Wichtigster Bestandteil ist der 42 Meter hohe Bergfried, der Maschio.
- Nördlich von Sermoneta liegt die im 8. Jahrhundert von griechischen Mönchen des Ordens der Basilianer gegründete Abtei Valvisciolo, die eine Zeitlang zum Templerorden gehörte und dann von den Zisterziensern übernommen wurde. Sie ist seit 1863 ein Priorat der Abtei Casamari.[15]

## Söhne und Töchter des Ortes
- Girolamo Siciolante da Sermoneta (1521–1580), Renaissancemaler
- Fabritio Caroso (1525/35–1605/20), Tanzmeister der Renaissance und Autor zweier Tanztraktate
- Enrico Caetani (1550–1599), Kardinal, Titularpatriarch von Alexandrien
- Antonio Cavallucci (1752–1795), Barockmaler
- Ubaldo Righetti (* 1963), Fußballspieler